# Minoh
Minoh (japanska: 箕面市?, Minoo-shi) är en stad i Osaka prefektur i Japan. Staden fick stadsrättigheter 1956.
Normalt transkriberas ortens namn som "Minō" eller "Minoo", men staden har valt att använda formen "Minoh".
Staden har ett campus tillhörande Osaka universitet. 